# Юрика (Північна Кароліна)
Юрика (англ. Eureka) — місто (англ. town) в США, в окрузі Вейн штату Північна Кароліна. Населення — 214 особи (2020).

## Географія
Юрика розташована за координатами 35°32′29″ пн. ш. 77°52′35″ зх. д. / 35.54139° пн. ш. 77.87639° зх. д. (35.541470, -77.876324).  За даними Бюро перепису населення США в 2010 році місто мало площу 0,94 км², уся площа — суходіл. В 2017 році площа становила 0,89 км², уся площа — суходіл.

## Демографія
Згідно з переписом 2010 року, у місті мешкало 197 осіб у 93 домогосподарствах у складі 56 родин. Густота населення становила 211 осіб/км².  Було 115 помешкань (123/км²).
Расовий склад населення:
| - 73,1 % — білих - 25,4 % — чорних або афроамериканців - 0,5 % — корінних американців |

До двох чи більше рас належало 1,0 %. Частка іспаномовних становила 3,6 % від усіх жителів.
За віковим діапазоном населення розподілялося таким чином: 12,2 % — особи молодші 18 років, 59,9 % — особи у віці 18—64 років, 27,9 % — особи у віці 65 років та старші. Медіана віку мешканця становила 53,2 року. На 100 осіб жіночої статі у місті припадало 97,0 чоловіків;  на 100 жінок у віці від 18 років та старших — 88,0 чоловіків також старших 18 років.
Середній дохід на одне домашнє господарство  становив 41 076 доларів США (медіана — 32 222), а середній дохід на одну сім'ю — 53 660 доларів (медіана — 44 688). За межею бідності перебувало 14,6 % осіб, у тому числі 23,8 % дітей у віці до 18 років та 2,2 % осіб у віці 65 років та старших.
Цивільне працевлаштоване населення становило 51 особа. Основні галузі зайнятості: освіта, охорона здоров'я та соціальна допомога — 33,3 %, публічна адміністрація — 15,7 %, транспорт — 13,7 %, роздрібна торгівля — 13,7 %.